# دونالد وود
دونالد وود هو سياسي كندي، ولد في 22 مارس 1933 في تشارلوت تاون في كندا، وتوفي في 7 يوليو 2015 في كندا. حزبياً، نشط في الحزب الليبرالي الكندي. وقد انتخب عضو مجلس العموم الكندي.